# 奥春別山
奥春別山（おくしゅんべつやま）は、北海道の川上郡弟子屈町にある標高476mの山である。

## 概要
屈斜路カルデラ外輪山である特宍丑(896.5m)から西に伸びる支稜線上にイクルシベ山を経て連なる阿寒知床火山列の一峰である。
山名は鐺別川支流の奥春別川に由来し、アイヌ語の「オクシュン・ペ（川向うに入る・もの）」が語源であるとされる。奥春別川南側には奥春別・奥春別原野の地区があり弟子屈町立奥春別小学校があったものの2021年3月31日に閉校した。
国道241号から奥春別地区を経て辺計礼林道から山頂へ登り始めるが登山道は存在しないため藪漕ぎを強いられる。林道を挟んで奥春別山の反対側は辺計礼山が聳えており、裏辺計礼山は林道からもある程度近いため奥春別山と併せて登る人もいる。